# Copa Mundial de Béisbol Sub-12 de 2013
La Copa Mundial de Béisbol Sub-12 de 2013 fue la segunda edición de la competición de béisbol oficial para jugadores de 11 y 12 años, organizado por la Confederación Mundial de Béisbol y Sóftbol y que se disputó por segunda ocasión en la República de China, específicamente, en la ciudad de Taipéi, del 18 de julio al 28 de julio de 2013.

## Ronda de apertura
- Los horarios corresponden al huso horario de Tainan (UTC +08:00)

### Grupo A
| Equipo          | G | P | Av    | Dif |
| --------------- | - | - | ----- | --- |
| Japón           | 6 | 0 | 1.000 | -   |
| China Taipéi    | 5 | 1 | 0.833 | 1   |
| Brasil          | 4 | 2 | 0.667 | 2   |
| México          | 3 | 3 | 0.500 | 3   |
| Italia          | 2 | 4 | 0.333 | 4   |
| República Checa | 1 | 5 | 0.167 | 5   |
| Filipinas       | 0 | 6 | 0.000 | 6   |

     – Clasificados a la Segunda Ronda.

     – Clasificados a la Eliminados.

### Grupo B
| Equipo         | G | P | Av    | Dif |
| -------------- | - | - | ----- | --- |
| Venezuela      | 6 | 0 | 1.000 | -   |
| Estados Unidos | 5 | 1 | 0.833 | 1   |
| Corea del Sur  | 4 | 2 | 0.667 | 2   |
| Panamá         | 3 | 3 | 0.500 | 3   |
| Rusia          | 2 | 4 | 0.333 | 4   |
| Hong Kong      | 1 | 5 | 0.167 | 5   |
| Pakistán       | 0 | 6 | 0.000 | 6   |

     – Clasificados a la Segunda Ronda.

     – Clasificados a la Eliminados.

## Fase final
|  |                |   |                |           |   |  |  |                |   |  |
|  | Panamá         | 2 |                |           |   |  |  |                |   |  |
|  | Panamá         | 2 |                |           |   |  |  |                |   |  |
|  | Japón          | 4 |                |           |   |  |  |                |   |  |
|  | Japón          | 4 |                | Japón     | 1 |  |  |                |   |  |
|  |                |   |                | Japón     | 1 |  |  |                |   |  |
|  |                |   | Estados Unidos | 9         |   |  |  |                |   |  |
|  | Brasil         | 0 | Estados Unidos | 9         |   |  |  |                |   |  |
|  | Brasil         | 0 |                |           |   |  |  |                |   |  |
|  | Estados Unidos | 2 |                |           |   |  |  |                |   |  |
|  | Estados Unidos | 2 |                |           |   |  |  | Estados Unidos | 8 |  |
|  |                |   |                |           |   |  |  | Estados Unidos | 8 |  |
|  |                |   | China Taipéi   | 1         |   |  |  |                |   |  |
|  | México         | 3 | China Taipéi   | 1         |   |  |  |                |   |  |
|  | México         | 3 |                |           |   |  |  |                |   |  |
|  | Venezuela      | 5 |                |           |   |  |  |                |   |  |
|  | Venezuela      | 5 |                | Venezuela | 0 |  |  |                |   |  |
|  |                |   |                | Venezuela | 0 |  |  |                |   |  |
|  |                |   | China Taipéi   | 8         |   |  |  |                |   |  |
|  | Corea del Sur  | 1 | China Taipéi   | 8         |   |  |  |                |   |  |
|  | Corea del Sur  | 1 |                |           |   |  |  |                |   |  |
|  | China Taipéi   | 3 |                |           |   |  |  |                |   |  |
|  | China Taipéi   | 3 |                |           |   |  |  |                |   |  |
|  |                |   |                |           |   |  |  |                |   |  |